# 1. Fußball-Club Saarbrücken 1980-1981
Questa voce raccoglie le informazioni riguardanti il 1. Fußball-Club Saarbrücken nelle competizioni ufficiali della stagione 1980-1981.

## Stagione
Nella stagione 1980-1981 il Saarbrücken, allenato da Slobodan Čendić, Emil Poklitar, Erich Jordens e Dieter Schulte, concluse il campionato di 2. Bundesliga al 17º posto. In Coppa di Germania il Saarbrücken fu eliminato al secondo turno dal Freiburger.

## Rosa
| N. |                     | Ruolo | Calciatore          |
| -- | ------------------- | ----- | ------------------- |
|    | Germania (bandiera) | P     | Ralf Collmann       |
|    | Germania (bandiera) | P     | Herbert Heider      |
|    | Germania (bandiera) | D     | Andreas Brehme      |
|    | Germania (bandiera) | D     | Patrick Karrenbauer |
|    | Germania (bandiera) | D     | Jörg Marcinkowski   |
|    | Germania (bandiera) | D     | Walter Müller       |
|    | Francia (bandiera)  | D     | Didier Philippe     |
|    | Germania (bandiera) | D     | Egon Schmitt        |
|    | Germania (bandiera) | D     | Ernst Traser        |
|    | Germania (bandiera) | C     | Ludwig Denz         |
|    | Germania (bandiera) | C     | Werner Emmerich     |

| N. |                     | Ruolo | Calciatore         |
| -- | ------------------- | ----- | ------------------ |
|    | Austria (bandiera)  | C     | Robert Hanschitz   |
|    | Germania (bandiera) | C     | Walter Hoffmann    |
|    | Germania (bandiera) | C     | Uwe Klein          |
|    | Germania (bandiera) | C     | Ernst List         |
|    | Germania (bandiera) | C     | Siegmund Malek     |
|    | Germania (bandiera) | C     | Norbert Schmidt    |
|    | Germania (bandiera) | C     | Aron Schöpfer      |
|    | Germania (bandiera) | C     | Heinz Traser       |
|    | Germania (bandiera) | A     | Franz Fischer      |
|    | Germania (bandiera) | A     | Harald Reitz       |
|    | Germania (bandiera) | A     | Norbert Rolshausen |

## Organigramma societario
Area tecnica
- Allenatore: Dieter Schulte
- Allenatore in seconda:
- Preparatore dei portieri:
- Preparatori atletici:

## Calciomercato

### Sessione estiva
| Acquisti | Acquisti         | Acquisti           | Acquisti |
| R.       | Nome             | da                 | Modalità |
| -------- | ---------------- | ------------------ | -------- |
| D        | Andreas Brehme   | Barmbek-Uhlenhorst |          |
| A        | Franz Fischer    | TuS Mayen          |          |
| C        | Robert Hanschitz | Wacker Innsbruck   |          |
| P        | Herbert Heider   | Norimberga         |          |
| C        | Siegmund Malek   | Barmbek-Uhlenhorst |          |

| Cessioni | Cessioni         | Cessioni         | Cessioni |
| R.       | Nome             | a                | Modalità |
| -------- | ---------------- | ---------------- | -------- |
| A        | Konrad Eickels   | Preußen Münster  |          |
| P        | Dieter Ferner    | Bocholt          |          |
| A        | Werner Heck      | Norimberga       |          |
| A        | Rainer Künkel    | Viktoria Colonia |          |
| C        | Peter Rubeck     | Homburg          |          |
| D        | Werner Schreiner | Augusta          |          |
| P        | Manfred Zintl    | Wormatia Worms   |          |

### Sessione invernale
| Acquisti | Acquisti | Acquisti | Acquisti |
| R.       | Nome     | da       | Modalità |
| -------- | -------- | -------- | -------- |

| Cessioni | Cessioni | Cessioni | Cessioni |
| R.       | Nome     | a        | Modalità |
| -------- | -------- | -------- | -------- |

## Risultati

### 2. Bundesliga

#### Girone di andata
| Arbitro: | Eli |

|  |           |                        |
|  | Marcatori | 10’ Walter 90’ Müllner |

| Arbitro: | Scheffner |

|              |           |  |
| Buchwald 77’ | Marcatori |  |

| Arbitro: | Jupe |

|                                                    |           |            |
| Traser 20’, 89’ (rig.) Fischer 44’, 51’ Traser 65’ | Marcatori | 48’ Gerber |

| Arbitro: | Gschwender |

|                                                        |           |            |
| Grünewald 15’, 70’ Denz 34’ (aut.) Knecht 53’ Bein 89’ | Marcatori | 58’ Traser |

| Arbitro: | Brückner |

|                              |           |                          |
| Traser 50’ Traser 67’ (rig.) | Marcatori | 48’ Poulsen 77’ Ettmayer |

| Arbitro: | Ross |

|                                               |           |                |
| Szupak 18’ Kubanczyk 32’ (rig.) Schneider 67’ | Marcatori | 5’, 84’ Traser |

| Arbitro: | Schmoock |

|  |           |                       |
|  | Marcatori | 25’ Besl 64’ Sommerer |

| Arbitro: | Correll |

|                                      |           |  |
| Ritschel 60’ (rig.) Hinterberger 86’ | Marcatori |  |

| Arbitro: | Schumann |

|                          |           |            |
| Kiefer 62’ Respondek 65’ | Marcatori | 28’ Brehme |

| Arbitro: | Hontheim |

|                         |           |                                       |
| Rolshausen 25’ List 84’ | Marcatori | 36’ Mörsdorf 45’ Demange 75’ Fritsche |

| Arbitro: | Wilhelmi |

|             |           |  |
| Mattern 75’ | Marcatori |  |

| Arbitro: | Walz |

|                                            |           |         |
| Traser 8’ (rig.), 13’ (rig.) Hanschitz 78’ | Marcatori | 88’ Luy |

| Arbitro: | Glaw |

|                           |           |                       |
| Neumann 19’ Bernecker 71’ | Marcatori | 8’ Traser 51’ Fischer |

| Arbitro: | Andres |

|               |           |  |
| Hanschitz 28’ | Marcatori |  |

| Kassel 19 novembre 1980 15ª giornata | Hessen Kassel | 0 – 0 referto | Saarbrücken | Auestadion (7 500 spett.)\| Arbitro: \| Gschwender \| |
| Arbitro:                             | Gschwender    |               |             |                                                       |

| Arbitro: | Ulm |

|                          |           |  |
| Traser 21’, 89’ Denz 37’ | Marcatori |  |

| Arbitro: | Schraivogel |

|                                  |           |  |
| Griesbeck 30’, 46’, 87’ Loes 68’ | Marcatori |  |

| Arbitro: | Sahner |

|            |           |             |
| Brehme 19’ | Marcatori | 67’ Aumeier |

| Neunkirchen 13 dicembre 1980 19ª giornata | Borussia Neunkirchen | 0 – 0 referto | Saarbrücken | Ellenfeldstadion (8 000 spett.)\| Arbitro: \| Matheis \| |
| Arbitro:                                  | Matheis              |               |             |                                                          |

#### Girone di ritorno
| Arbitro: | Ross |

|                      |           |           |
| Lasch 22’ Schauß 56’ | Marcatori | 42’ Malek |

| Arbitro: | Vielsack |

|                          |           |           |
| Müller 63’ Hanschitz 89’ | Marcatori | 79’ Hayer |

| Arbitro: | Brückner |

|                                 |           |           |
| Basic 43’ Fischl 45’ Gerber 85’ | Marcatori | 6’ Traser |

| Arbitro: | Aldinger |

|            |           |                                    |
| Traser 66’ | Marcatori | 45’, 55’ Höfer 64’ Knecht 87’ Bein |

| Arbitro: | Boos |

|                              |           |            |
| Marek 2’ Schulz 38’ Linz 57’ | Marcatori | 68’ Traser |

| Saarbrücken 14 febbraio 1981 25ª giornata | Saarbrücken | 0 – 0 referto | Ulma | Ludwigsparkstadion (6 500 spett.)\| Arbitro: \| Dellwing \| |
| Arbitro:                                  | Dellwing    |               |      |                                                             |

| Arbitro: | Röder |

|                                         |           |                                          |
| Sommerer 22’, 50’ Schmitz 38’ Jobst 65’ | Marcatori | 42’ (aut.) Wolf 76’ Traser 82’ Hanschitz |

| Arbitro: | Hellwig |

|  |           |           |
|  | Marcatori | 45’ Weber |

| Arbitro: | Aldinger |

|                          |           |  |
| Traser 52’ Hanschitz 70’ | Marcatori |  |

| Arbitro: | Correll |

|               |           |                               |
| Beck 20’, 90’ | Marcatori | 4’ Traser 63’ (rig.) Hoffmann |

| Arbitro: | Dellwing |

|                         |           |             |
| Hanschitz 50’ Malek 88’ | Marcatori | 78’ Mattern |

| Arbitro: | Glaw |

|                                     |           |  |
| Etterich 39’ Anthes 47’ Swiatek 61’ | Marcatori |  |

| Arbitro: | Niebergall |

|  |           |               |
|  | Marcatori | 20’ Cestonaro |

| Arbitro: | Schraivogel |

|                       |           |  |
| Birner 27’ Binder 43’ | Marcatori |  |

| Arbitro: | Föckler |

|            |           |                    |
| Brehme 47’ | Marcatori | 86’ Nebe 88’ Hampl |

| Augusta 30 aprile 1981 35ª giornata | Augusta   | 0 – 0 referto | Saarbrücken | Rosenaustadion (700 spett.)\| Arbitro: \| Binninger \| |
| Arbitro:                            | Binninger |               |             |                                                        |

| Arbitro: | Hontheim |

|            |           |  |
| Traser 71’ | Marcatori |  |

| Arbitro: | Joos |

|  |           |               |
|  | Marcatori | 34’ Hanschitz |

| Arbitro: | Luca |

|                        |           |  |
| Traser 12’ (rig.), 86’ | Marcatori |  |

### Coppa di Germania
| Arbitro: | Kopka |

|  |           |                                   |
|  | Marcatori | 51’ Traser 60’ Malek 85’ Philippe |

| Arbitro: | Linn |

|                     |           |                         |
| Denz 47’ Traser 96’ | Marcatori | 12’ Mießmer 105’ Kuntze |

| Arbitro: | Walz |

|                              |           |          |
| Harforth 53’, 55’ Kuntze 72’ | Marcatori | 15’ List |

## Statistiche

### Statistiche di squadra
| Competizione      | Punti | In casa | In casa | In casa | In casa | In casa | In casa | In trasferta | In trasferta | In trasferta | In trasferta | In trasferta | In trasferta | Totale | Totale | Totale | Totale | Totale | Totale | DR  |
| Competizione      | Punti | G       | V       | N       | P       | Gf      | Gs      | G            | V            | N            | P            | Gf           | Gs           | G      | V      | N      | P      | Gf     | Gs     | DR  |
| ----------------- | ----- | ------- | ------- | ------- | ------- | ------- | ------- | ------------ | ------------ | ------------ | ------------ | ------------ | ------------ | ------ | ------ | ------ | ------ | ------ | ------ | --- |
| 2. Bundesliga     | 28    | 19      | 9       | 3       | 7       | 28      | 22      | 19           | 1            | 5            | 13           | 15           | 39           | 38     | 10     | 8      | 20     | 43     | 61     | -18 |
| Coppa di Germania | -     | 1       | 0       | 1       | 0       | 2       | 2       | 2            | 1            | 0            | 1            | 4            | 3            | 3      | 1      | 1      | 1      | 6      | 5      | +1  |
| Totale            | 28    | 20      | 9       | 4       | 7       | 30      | 24      | 21           | 2            | 5            | 14           | 19           | 42           | 41     | 11     | 9      | 21     | 49     | 66     | -17 |

### Andamento in campionato
| Giornata  | 1  | 2  | 3  | 4  | 5  | 6  | 7  | 8  | 9  | 10 | 11 | 12 | 13 | 14 | 15 | 16 | 17 | 18 | 19 | 20 | 21 | 22 | 23 | 24 | 25 | 26 | 27 | 28 | 29 | 30 | 31 | 32 | 33 | 34 | 35 | 36 | 37 | 38 |
| --------- | -- | -- | -- | -- | -- | -- | -- | -- | -- | -- | -- | -- | -- | -- | -- | -- | -- | -- | -- | -- | -- | -- | -- | -- | -- | -- | -- | -- | -- | -- | -- | -- | -- | -- | -- | -- | -- | -- |
| Luogo     | C  | T  | C  | T  | C  | T  | C  | T  | T  | C  | T  | C  | T  | C  | T  | C  | T  | C  | T  | T  | C  | T  | C  | T  | C  | T  | C  | C  | T  | C  | T  | C  | T  | C  | T  | C  | T  | C  |
| Risultato | P  | P  | V  | P  | N  | P  | P  | P  | P  | P  | P  | V  | N  | V  | N  | V  | P  | N  | N  | P  | V  | P  | P  | P  | N  | P  | P  | V  | N  | V  | P  | P  | P  | P  | N  | V  | V  | V  |
| Posizione | 18 | 19 | 12 | 16 | 15 | 19 | 19 | 20 | 20 | 20 | 20 | 20 | 20 | 20 | 20 | 18 | 19 | 18 | 19 | 20 | 19 | 20 | 20 | 20 | 20 | 20 | 20 | 19 | 20 | 17 | 18 | 18 | 18 | 20 | 18 | 17 | 17 | 17 |

Legenda:

Luogo: C = Casa; T = Trasferta. Risultato: V = Vittoria; N = Pareggio; P = Sconfitta.

### Statistiche dei giocatori
| Giocatore       | 2. Bundesliga | 2. Bundesliga | 2. Bundesliga | 2. Bundesliga | Coppa di Germania | Coppa di Germania | Coppa di Germania | Coppa di Germania | Totale   | Totale | Totale      | Totale     |
| Giocatore       | Presenze      | Reti          | Ammonizioni   | Espulsioni    | Presenze          | Reti              | Ammonizioni       | Espulsioni        | Presenze | Reti   | Ammonizioni | Espulsioni |
| --------------- | ------------- | ------------- | ------------- | ------------- | ----------------- | ----------------- | ----------------- | ----------------- | -------- | ------ | ----------- | ---------- |
| A. Brehme       | 36            | 3             | 7             | 0             | 3                 | 0                 | 0                 | 0                 | 39       | 3      | 7           | 0          |
| R. Collmann     | 11            | 0             | 0             | 0             | 2                 | 0                 | 0                 | 0                 | 13       | 0      | 0           | 0          |
| L. Denz         | 33            | 1             | 3             | 0             | 3                 | 1                 | 0                 | 0                 | 36       | 2      | 3           | 0          |
| W. Emmerich     | 28            | 0             | 4             | 0             | 2                 | 0                 | 0                 | 0                 | 30       | 0      | 4           | 0          |
| F. Fischer      | 31            | 3             | 2             | 0             | 2                 | 0                 | 0                 | 0                 | 33       | 3      | 2           | 0          |
| R. Hanschitz    | 28            | 7             | 2             | 0             | 2                 | 0                 | 0                 | 0                 | 30       | 7      | 2           | 0          |
| H. Heider       | 27            | 0             | 0             | 0             | 1                 | 0                 | 0                 | 0                 | 28       | 0      | 0           | 0          |
| W. Hoffmann     | 11            | 1             | 0             | 1             | 0                 | 0                 | 0                 | 0                 | 11       | 1      | 0           | 1          |
| P. Karrenbauer  | 5             | 0             | 0             | 0             | 0                 | 0                 | 0                 | 0                 | 5        | 0      | 0           | 0          |
| U. Klein        | 15            | 0             | 4             | 0             | 0                 | 0                 | 0                 | 0                 | 15       | 0      | 4           | 0          |
| E. List         | 25            | 1             | 3             | 0             | 3                 | 1                 | 0                 | 0                 | 28       | 2      | 3           | 0          |
| S. Malek        | 23            | 2             | 0             | 0             | 2                 | 1                 | 0                 | 0                 | 25       | 3      | 0           | 0          |
| J. Marcinkowski | 16            | 0             | 1             | 0             | 3                 | 0                 | 1                 | 0                 | 19       | 0      | 2           | 0          |
| W. Müller       | 33            | 1             | 7             | 0             | 3                 | 0                 | 0                 | 0                 | 36       | 1      | 7           | 0          |
| D. Philippe     | 13            | 0             | 0             | 0             | 2                 | 1                 | 0                 | 0                 | 15       | 1      | 0           | 0          |
| H. Reitz        | 1             | 0             | 0             | 0             | 0                 | 0                 | 0                 | 0                 | 1        | 0      | 0           | 0          |
| N. Rolshausen   | 17            | 1             | 3             | 0             | 0                 | 0                 | 0                 | 0                 | 17       | 1      | 3           | 0          |
| N. Schmidt      | 18            | 0             | 1             | 1             | 1                 | 0                 | 0                 | 0                 | 19       | 0      | 1           | 1          |
| E. Schmitt      | 28            | 0             | 4             | 0             | 3                 | 0                 | 0                 | 0                 | 31       | 0      | 4           | 0          |
| A. Schöpfer     | 13            | 0             | 1             | 2             | 0                 | 0                 | 0                 | 0                 | 13       | 0      | 1           | 2          |
| E. Traser       | 35            | 3             | 3             | 0             | 3                 | 0                 | 0                 | 0                 | 38       | 3      | 3           | 0          |
| H. Traser       | 36            | 19            | 3             | 0             | 3                 | 2                 | 1                 | 0                 | 39       | 21     | 4           | 0          |